# Тюфяков, Сергей Михайлович
Тюфяков Сергей Михайлович (родился 1.4.1949, Уфа) — баянист, педагог, профессор (1996), заслуженный артист Российской Федерации (1996), заслуженный артист Башкирской АССР (1986); лауреат конкурса молодых баянистов Поволжья, I конкурса-фестиваля баянистов им. И. Я. Паницкого, Международного конкурса «Фогтладские дни музыки» (Клингенталь, ГДР).

## Биография
Тюфяков Сергей Михайлович родился 1 апреля 1949 года в Уфе.
В 1973 году окончил Уфимский государственный институт искусств по классу баяна В. Ф. Белякова и дирижирования В. К. Моисеева.
С 1973 по 1975 служа в армии, играл в оркестре народных инструментов г. Заречного Пензенской области, где руководителем была Светлана Васильевна Исаева. Выступал  в концертах как в составе оркестра, так и сольно.
В 1975—79 годах стажировался в Государственный музыкально-педагогический институт имени Гнесиных.
С 1974 года работает в Уфимском государственном институте искусств преподавателем на кафедре народных инструментов,
с 1991 года декан музыкального факультета, в 2006—2015 годах назначен проректором по заочному обучению этого института.
В 1973—95 годах солист Башкирской государственной филармонии.

## Исполнительское искусство
В репертуаре Тюфякова Сергея Михайловича произведения зарубежных, отечественных и башкирских композиторов, а также обработки башкирских, татарских, русских народных песен.
«Его исполнительное искусство отличается глубокой эмоциональностью, темпераментом, виртуозной техникой, артистизмом, тонким чувством ансамбля», — отмечает Башкирская энциклопедия.
С 1987 выступает в составе трио баянистов с заслуженными артистами Республики Башкортостан В. В. Грачёвым и В. В. Фильчёвым. Гастролировал по России, Германии, Казахстану, Южной Корее.
Является автором 4 научно‑методических работ.